# 斎藤志直
斎藤 志直（さいとう しなお、1950年 - ）は、会社経営者、経営コンサルタント、（株）CSC代表取締役社長。

## 略歴
- 1950年（昭和25年） - 山形県東田川郡藤島町（現：鶴岡市）出身
- 1970年（昭和45年） - 1年留年の末、山形県立鶴岡南高等学校 卒業
- 明治学院大学法学部卒業
- 1975年（昭和50年） - 荘内銀行 入社
- （株）CSC代表取締役社長
- 山形大学大学院で経営学を学ぶ。
- 2012年4月より山形大学の非常勤講師を務める。

## テレビ出演
- 2009年（平成21年）5月10日 - 『エチカの鏡〜ココロにキクTV〜』（フジテレビ）
- 2011年（平成23年）5月5日 - 『奇跡体験!アンビリバボー』（フジテレビ）

## 著作物
- 2005年（平成17年） - 『600通のラブレター』 斎藤るり（共著者） 文芸社 ISBN 4-8355-9410-X

## 参考資料
- 『奇跡体験!アンビリバボー』2011年5月5日放送 [出典無効]
- 『600通のラブレター』 斎藤志直、斎藤るり 文芸社